# Joe Launchbury
Joseph Oliver Launchbury (Exeter, 12 de abril de 1991) es un jugador británico de rugby que se desempeña como segunda línea. 

## Trayectoria deportiva
Se unió al equipo London Wasps en 2009. Anteriormente jugó para el Worthing. En noviembre de 2012 firmó un contrato para mantenerse con los Wasps hasta 2015 y recibió su primera llamada para la selección inglesa.

### Internacional
Su primer partido con la selección de Inglaterra fue contra Fiyi en el Twickenham Stadium el 10 de noviembre de 2012.
Ha destacado en el Torneo de las Seis Naciones 2013, donde participó como titular en los cinco partidos, aunque en tres de ellos fue sustituido por Lawes: el primero contra Escocia en el minuto 64, en el segundo contra Irlanda en el minuto 48 y en la quinta jornada contra Gales, en el minuto 52. Ha sido incluido por los periodistas en el Equipo del Torneo. Hasta la derrota contra Gales, destacó con su placaje (hizo 51, más que ningún otro segunda línea). Tiene todos los recursos para ser un jugador de rugby total. Junto a Geoff Parling, formó un dúo soberbio.
En 2015 es seleccionado para formar parte de la selección inglesa que participa en la Copa Mundial de Rugby de 2015. En el partido de Inglaterra contra Australia, que significó la eliminación de su equipo en la fase de grupos, fue elegido "Hombre del partido" (Man of the Match), a pesar de que el australiano Bernard Foley tuvo una actuación mucho más destacada, pero lo eligieron los aficionados por Twitter, al ser el único inglés de la terna. The Telegraph llegó a afirmar que era "el Man of the Match menos merecido de la historia". En 2016 tras la llegada del seleccionador Eddy Jones se proclamaron campeones del seis naciones incluyendo el Gran Slam. En 2017 mantuvieron la racha de victorias que les hizo llevar hasta el récord de los All Black con 18 consecutivas, dando lugar a la consecución del 6 naciones, pero en la última jornada perdieron ante Irlanda perdiendo la posibilidad de alzarse con el Gran Slam
Fue seleccionado por Eddie Jones para formar parte del XV de la rosa en la Copa Mundial de Rugby de 2019 en Japón donde lograron vencer en semifinales, en el que fue el mejor partido del torneo, a los All Blacks que defendían el título de campeón, por el marcador de 19-7. Sin embargo, no pudieron vencer en la final a Sudáfrica perdiendo por el marcador de 32-12.

#### Participaciones en Copas del Mundo
| Mundial                       | Sede       | Resultado    | PJ | Tries |
| ----------------------------- | ---------- | ------------ | -- | ----- |
| Copa Mundial de Rugby de 2015 | Inglaterra | Primera fase | 4  | 0     |
| Copa Mundial de Rugby de 2019 | Japón      | Subcampeón   | 1  | 0     |